# USS San Jacinto (CVL-30)
O USS San Jacinto (CVL-30) é um porta-aviões da Marinha dos Estados Unidos, pertencente a Classe Independence.